# 小林采男
小林 采男（こばやし うねお、1894年 - 1979年）は、日本の実業家・慈善家。小林理学研究所創業者。

## 来歴
弘法大師に憧れ、当初は僧侶になることをめざしたが、東京帝国大学政治学科を1919年に卒業した後、農商務省・商工省に勤務する傍ら地質学を学び、優秀な鉱山技師として知られるようになる。
その後科学の力で人々を救うことを決意して、1934年に小林鉱業株式会社を興し、朝鮮半島各地でタングステン鉱山を操業した。
1940年に小林理学研究所を設立。公職追放を受けたものの、戦後も企業経営や教育機関の運営などで活躍した。1969年に大韓重石鉱業（米軍・韓国政府の接収を経て小林鉱業の資産をもとに設立された韓国企業。韓国にとって貴重な外貨をもたらした）から、名誉顧問の称号を受け、日本統治期の経営者としては異例の取り扱いを受けた。

## 人物
小林鉱業では、人種や思想で差別することなく朝鮮人を積極的に登用し、社員への利益還元にも努めた。
教育事業にも力を入れ、京城鉱山専門学校（官立京城高等工業学校から分離・独立、現・ソウル大学校）設立の際に私財300万円を寄付し、海州工業学校・春川農業学校・城南中学校の設立に際しても多額の寄付を行った。また、内地でも後藤隆之助の「昭和塾」に賛同して人材養成をめざした。
自由主義者として知られる河合栄治郎の"河合研究所"を資金面で援助した。